# Satyria vargasii
Satyria vargasii är en ljungväxtart som beskrevs av A. C. Smith. Satyria vargasii ingår i släktet Satyria och familjen ljungväxter. Inga underarter finns listade i Catalogue of Life.